# Boksujący kangur

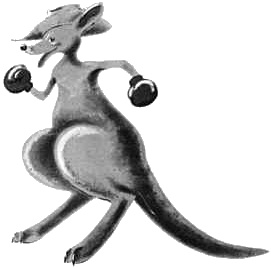
Boksujący kangur w kapeluszu wymalowany na B-24 Liberator, pilotowany przez załogę RAAF

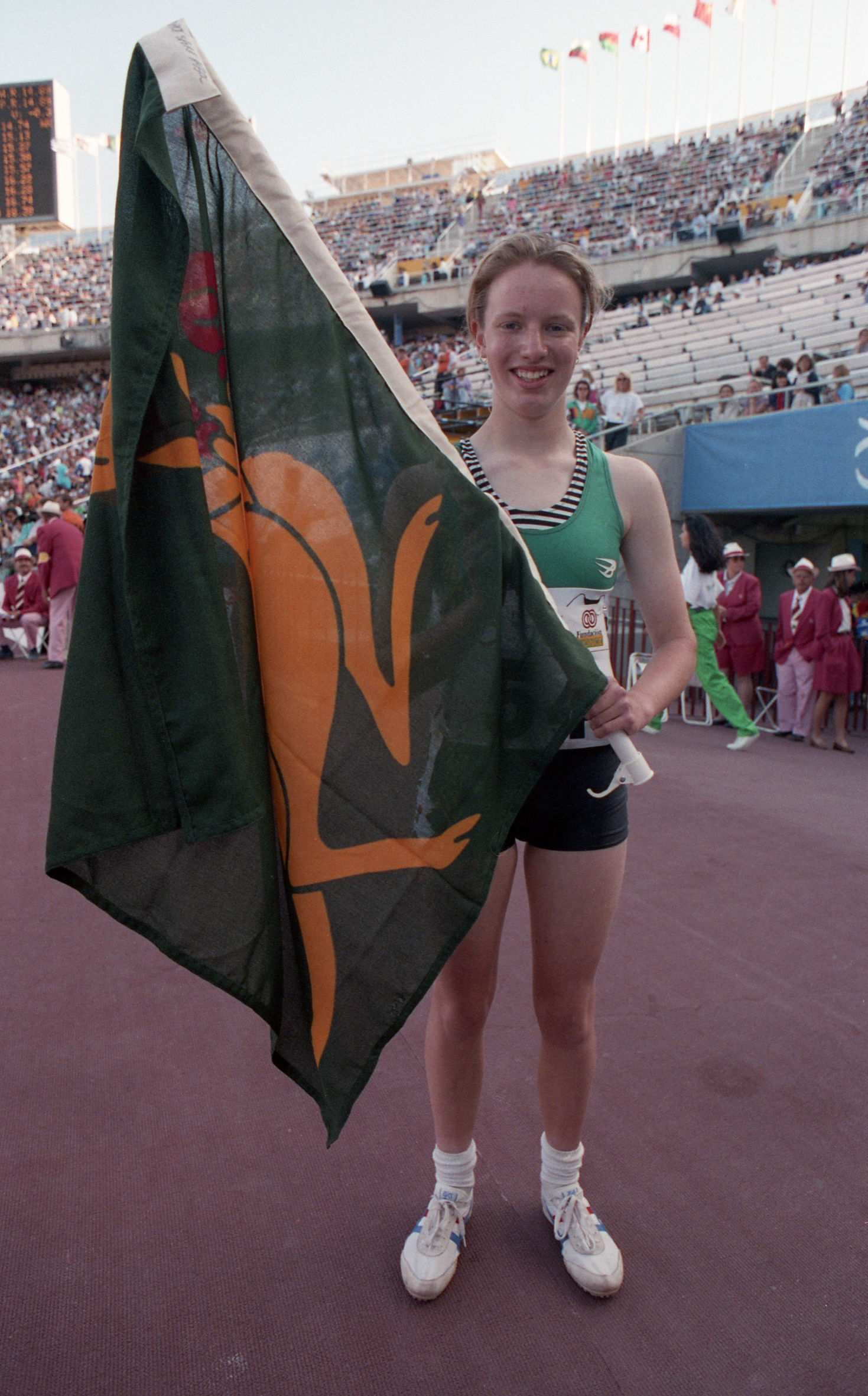
Australijka Alison Quinn, trzymająca flagę z boksującym kangurem, Letnie Igrzyska Paraolimpijskie w Barcelonie w 1992 roku

Boksujący kangur (ang. Boxing kangaroo) – symbol narodowy Australii, utożsamiany ze sportem australijskim.
Boksujący kangur po raz pierwszy pojawił się na rysunku z 1891 roku, zatytułowanym Jack, the fighting Kangaroo with Professor Lendermann. Obraz zainspirowany był ówczesnymi pokazami, w których to mężczyźni walczyli z kangurami w rękawicach bokserskich . W kolejnych latach wizerunek boksującego kangura był utrwalany przez filmy nieme, produkcji niemieckiej pt. Das Boxende Känguruh z 1895 roku, brytyjskiej The Boxing Kangaroo z 1896 roku oraz amerykańskiej pod tym samym tytułem z 1920 roku. W następnych latach wizerunek kangura w rękawicach bokserskich został ukazany w filmach animowanych Walta Disneya pt. Mickey's Kangaroo z 1935 roku oraz w serii bajek Zwariowane melodie – Pop 'Im Pop! (kangurzątko o imieniu Hippety Hopper), których emisja rozpoczęła się w 1948 roku i trwała przez kolejne 16 lat. Kreskówki te przyczyniły się do utrwalenie wizerunku boksującego kangura w kulturze masowej.
W trakcie II wojny światowej boksujący kangur stał się symbolem Royal Australian Air Force (RAAF), który był malowany na bokach samolotów w celu odróżnienia australijskich sił powietrznych od brytyjskich .
W 1983 roku w trakcie rozgrywania regat o Puchar Ameryki zwyciężyła australijska załoga na jachcie Australia II, która zaprezentowała flagę ze złotym kangurem ubranym w czerwone rękawice bokserskie na zielonym tle. Prawa do wizerunku flagi posiadał właściciel jachtu Australia II, Alan Bond, który na podstawie licencji umożliwił wykorzystanie wizerunku kangura w masowej produkcji gadżetów. Wówczas flaga z boksującym kangurem stała się nieoficjalną flagą australijskiego sportu . Pod koniec lat 80. XX wieku, prawa do wizerunku boksującego kangura zostały wykupione przez Australian Olympic Committee , który stał się oficjalną maskotką zespołu olimpijskiego ; po raz pierwszy zaprezentowana została na ceremonii otwarcia Letnich Igrzysk Olimpijskich w Sydney w 2000 roku.
Boksujący kangur symbolizuje pewność siebie oraz ukazuje walecznego ducha australijskich sportowców .